# Zweifarbfledermaus

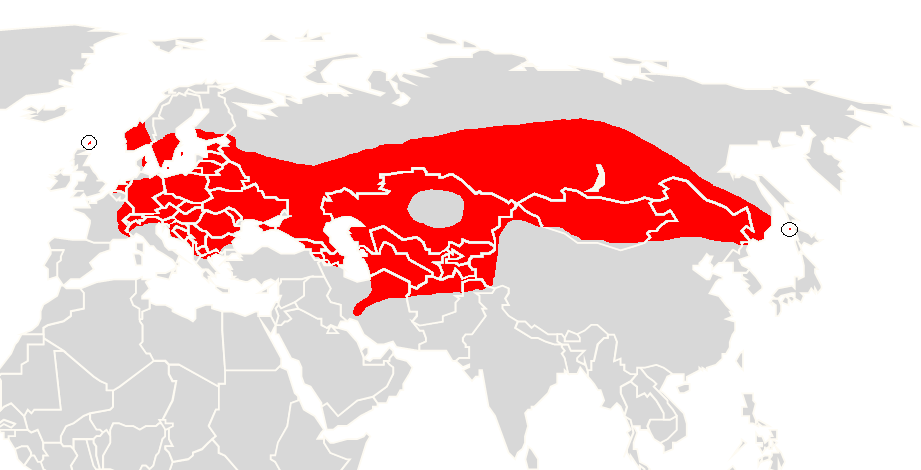
Verbreitungsgebiet laut IUCN

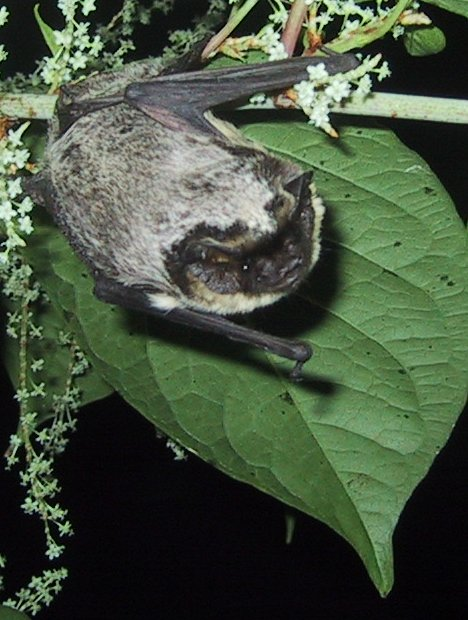
Zweifarbfledermaus, Männchen

Die Zweifarbfledermaus (Vespertilio murinus) gehört innerhalb der Fledermäuse zu der Familie der Glattnasen. Zur besseren Unterscheidung von anderen Arten aus der Gattung der Zweifarbfledermäuse wird sie auch oft Europäische Zweifarbfledermaus genannt. Dieser Trivialname ist allerdings nicht ganz treffend, da sich ihr Verbreitungsgebiet von Europa über Zentralasien bis an die Pazifikküste im Osten Sibiriens und Chinas erstreckt.

## Merkmale
Ihre an Vögel erinnernden, zwitschernden Rufe sind vor allem im Herbst während der Balzzeit zu hören.
Sie hat maximal eine Körpergröße von 6,4 Zentimeter mit einer Spannweite von 27 bis 33 Zentimeter bei einem Gewicht von 12 bis 23 Gramm. Ihren Namen bekam sie durch das kurzhaarige, dichte zweifarbige Rückenfell. Es ist rot- bis dunkelbraun und an den Haarspitzen silberweiß. Die Bauchseite ist ebenfalls weiß bis gräulich. Die Ohren, Flügel und das Gesicht sind schwarzbraun. Ihre Flügel sind im Verhältnis zum Körper schmal und der letzte Schwanzwirbel ragt frei aus der Schwanzflughaut. Die Ohren sind kurz, breit und rundlich.
Ein Merkmal der Zweifarbfledermaus ist das Vorhandensein von vier Zitzen bei dem Weibchen. Keine andere europäische Art hat dieses Merkmal. Das bekannte Höchstalter ist zwölf Jahre.

## Verbreitung und Vorkommen
Die Zweifarbfledermaus ist in der paläarktischen Region vorwiegend im Norden Eurasiens verbreitet. Ihr Verbreitungsgebiet reicht von Süd-, West-, Nord- und Mitteleuropa, über den Balkan und Russland bis in den asiatischen Raum, wo sie über Zentralasien bis in die Mongolei und China sowie vereinzelt in Japan vorkommt.

### Europa
Ihr Verbreitungsgebiet reicht in Nordeuropa bis zum 60. Breitengrad. Umherstreifende Tiere können bis auf die Färöer gelangen. Einzelfunde sind auch von Bohrinseln in der Nordsee bekannt. Die Sommernachweise aus dem Südwesten des Verbreitungsgebiets im französischen Zentralmassiv und den Pyrenäen betreffen ausschließlich Männchen. Im Westen Europas werden die Niederlande und England gestreift.
In Mittel- und Südosteuropa ist das Verbreitungsmuster durch saisonales Auftreten wandernder Tiere und lokale Fortpflanzungskolonien kompliziert. Wochenstuben und Männchenkolonien wurden verstreut in der Schweiz, in Bayern und vereinzelt in anderen deutschen Bundesländern sowie in Österreich gefunden.

### Asien
In Sibirien ist die Zweifarbenfledermaus bis an den 63. nördlichen Breitengrad zu finden. Es gibt jedoch regelmäßige jährliche Wanderungen in die Winterquartiere im Süden. Dabei liegen die Staaten der ehemaligen Sowjetunion in Zentralasien im Verbreitungsgebiet, die südliche Verbreitungsgrenze liegt im nördlichen Iran, in Afghanistan und im nördlichen Pakistan.
In der Mongolei wurde die Zweifarbfledermaus ab 1964 registriert und zwar in der Shargyyn Gobi im Gobi-Altai. Später wurde sie auch in den Chentii- und Chantai-Bergen und im Becken der großen Seen.
In China kommen zwei Unterarten der Zweifarbfledermaus vor:
- Die Nominatform Vespertilio murinus murinus Linnaeus, 1758 kommt in den Provinzen Xinjiang in Nordwestchina und Gansu in Zentralchina vor.
- Die östliche Unterart Vespertilio murinus ussuriensis Wallin, 1969 ist in der Inneren Mongolei und in Heilongjiang verbreitet.

In Japan gab es einen Fund von der Insel Rebun aus dem Jahr 2002 (Abe et al. 2005) andere aus Chitose, Haboro und Sotogahama (früher Minmaya) sowie aus der Präfektur Ishikawa. Die Frage, ob diese Funde von verirrten Einzelexemplaren stammen oder ob die Fledermäuse auf ihren Wanderungen regelmäßig die japanischen Inseln besuchen, wurde 2011 durch die Entdeckung einer Wochenstube in einem alten Holzgebäude in Abashiri auf Hokkaido geklärt.
Auf der Koreanischen Halbinsel kommt die Zweifarbfledermaus nur im äußersten Norden vor, in Südkorea wurde sie nicht gefunden.

## Lebensraum und Lebensweise
Die Zweifarbfledermaus bevorzugt vier Typen von Landschaftsformen, nämlich bewaldete Gebirge, Steppen und Farmland, die Uferregionen von Seen und in Europa vor allem die Nähe von Städten.

### Ernährung und Jagdverhalten
Ihre Beute, die unter anderem aus Zweiflüglern, Köcherfliegen, Zuckmücken und Nachtfaltern besteht, jagt sie mit Ultraschalltönen um die 23–26 kHz (Hauptfrequenz). Die Beuteflüge finden dabei nach der Dämmerung in Höhen von 10 bis 20 Metern vorwiegend über offenen Landschaften, Flüssen und Seen oder um Straßenlaternen statt. Es werden kleine, drei bis zehn Millimeter große Insekten gejagt, die in den entsprechenden Lebensräumen, oft über dem Wasser, in Schwärmen auftreten. Dabei geht die Zweifarbfledermaus, ähnlich wie die meisten anderen Fledermausarten, die sich von Insekten ernähren, nicht besonders selektiv vor. Es scheint energetisch günstiger zu sein, ohne große Vorauswahl durch die Echolotung Fluginsekten zu lokalisieren und diese oft über seichtem Wasser oder in Ufernähe auftretenden dichten Schwärme für die Nahrungsaufnahme zu nutzen. Bei kalten Wetter verbleibt die Fledermaus in ihrem Quartier.

### Ruheplätze und Quartiere
Als Sommerquartier werden Spalten an Gebäuden bewohnt, meist Zwischendachquartiere an hohen Gebäuden. Dort werden meist die Wochenstuben und Männchenquartiere vorgefunden. Im Winter werden Spalten in Dachböden, an Mauern und Felsen oder Keller und unterirdische Gewölbe bezogen.
Da Funde selten sind, ist über die Lebensweise nicht sehr viel bekannt.
Die Wochenstuben bestehen aus kleinen Gruppen, die etwa um die 50 Weibchen, gelegentlich jedoch auch mehrere hundert Weibchen, umfassen. In Westeuropa wurden vor allem Männchenquartiere vorgefunden, die um die 250 Tiere umfassten. Die Einflugslöcher werden mit angeklebtem Kot markiert.

### Wanderungen
Sie ist eine wandernde Art und Flüge bis um die 900 km wurden durch Beringung festgestellt. Eine der außergewöhnlich weiten nachgewiesenen Wanderungen führte über 1440 Kilometer von Estland nach Österreich und wurde im Jahr 1989 publiziert. Die längste bisher bekannte Wanderung war eine über 1787 Kilometer von Rybatschi in der Oblast Kaliningrad bis nach Frankreich.
Ihren Winterschlaf hält diese Zweifarbenfledermaus zwischen den Monaten Oktober und März und schläft dabei alleine, selten in Gruppen. Dabei kann sie Temperaturen bis zu −2,6 °C aushalten.

### Fortpflanzung
Bei der Zweifarbfledermaus ist die Zwillingsgeburt die Regel. In der Fortpflanzungszeit von Mai bis Juli werden kleine Wochenstuben gebildet und meist zwei Junge zur Welt gebracht, die mit 6 bis 7 Wochen entwöhnt werden. Durch die zwei Paar vorhandenen Milchzitzen können auch Drillinge und selten Vierlinge ernährt werden.

## Bedrohung und Schutz
Die Zweifarbfledermaus wird wie die anderen 50 europäischen Fledermausarten durch die Bonner Konvention zur Erhaltung wandernder wild lebender Tierarten und die Berner Konvention über die Erhaltung der europäischen wildlebenden Pflanzen und Tiere und ihrer natürlichen Lebensräume geschützt. In der FFH-Richtlinie ist die Zweifarbfledermaus im Anhang IV für die Arten, die besonderen Schutz auch außerhalb der ausgewiesenen Schutzgebiete erhalten sollen, erwähnt. Sie ist damit nach dem Bundesnaturschutzgesetz in Deutschland streng geschützt.
Die Quartiere der Zweifarbfledermaus liegen in Europa, aber auch in Asien sehr häufig an und in Gebäuden. Wie die meisten anderen Fledermausarten leidet sie in Europa an mangelnden Quartierangeboten. Durch Verbauung und Modernisierung von Gebäuden werden viele Quartiermöglichkeiten zerstört. Auch die Verwendung giftiger Holzschutzmittel bei Sanierungen bedroht den Bestand. Die Zweifarbfledermäuse sind sehr empfindlich gegen Zugluft und brauchen ein möglichst  breites Spektrum an Temperaturbereichen, um den natürlichen Wechsel zu Plätzen mit einem entsprechenden Temperaturoptimum jederzeit zu ermöglichen. Darüber hinaus sind die Populationen durch Insektizide und Habitatveränderungen bedroht.
In der Roten Liste der Säugetiere Deutschlands von 2020 wird für die Zweifarbfledermaus kein genauer Status angegeben, da die Daten unzureichend sind. Einzelne Wochenstuben sind aus Schleswig-Holstein, Mecklenburg-Vorpommern, Bremen, Brandenburg und  Bayern bekannt. Sonst sind nur Nachweise einzelner Individuen oder Männchenkolonien dokumentiert. Zur Häufigkeit oder langfristigen Bestandsentwicklung der Art werden keine Einschätzungen vorgenommen.
Weltweit ist die Zweifarbfledermaus wegen ihres riesigen Verbreitungsgebietes in Eurasien von der IUCN als „nicht gefährdet“ (Least Concern) eingestuft. In vielen Ländern gibt es jedoch keine ausreichenden Daten, um den Status genau bestimmen zu können.